# ОФК Ниш
ОФК Ниш је фудбалски клуб из Ниша, Србија. Основан је 1969. године, као фудбалски клуб „Јован Анђелковић“. Оснивачи Владимир Милосављевић, први председник и Драган Стојановић Васке, први секретар и тренер клуба.
Клуб је почео са такмичењем од најнижег ранга, Општинске лиге, али је из сезоне у сезону прелазио у виши ранг такмичења, да би у сезони 1998/99. изборио пласман у Другу савезну лигу, што је и највећи успех клуба. Интересантно је напоменути да је игром случаја овај малени нишки клуб изборио пласман услед ратног стања и прекида првенства , јер је у тренутку прекида био водећи тим на табели.
У овом рангу такмичења ОФК Ниш је и данас. Када се поведе реч о ОФК Нишу не може се изоставити Радомир Крстић Раца, који је целу своју играчку каријеру провео у ОФК Нишу, а од тренутка кад је окачио „копачке о клин“ са још већим успехом предводи екипу са клупе, где је непрекидно још од 1996. године. Због темпераментног вођења екипе, рекордер је по броју искључења и казни у Савезним лигама.

## Тренутни састав тима
- Владимир Стојковић - Стојке голман
- Игор Бранковић одбрана
- Данило Голубовић одбрана
- Петар Гуџућ одбрана
- Милош Милановић - Куре одбрана
- Милан Милановић одбрана
- Стефан Цветановић одбрана
- Стефан Нешић средина
- Алекса Јаковљевић средина
- Урош Душанић средина
- Обрад Ивезић средина
- Александар Рашић - Џими напад
- Александар Василов напад
- Стефан Живковић напад
- Јован Ристић - Јоца напад